# چارک (زابل)
چارک (charak) روستایی است  در  بخش مرکزی شهرستان نیمروز، استان سیستان و بلوچستان.

## منبع
- کتاب گیتاشناسی ایران جلد سوم- عباس جعفری – چاپ ۱۳۸۴